# Herichthys cyanoguttatus
Herichthys cyanoguttatus är en fiskart som beskrevs av Baird och Girard, 1854. Herichthys cyanoguttatus ingår i släktet Herichthys och familjen Cichlidae. Inga underarter finns listade i Catalogue of Life.